# Fluor-buergerite
La fluor-buergerite (simbolo IMA: Fbu) è un raro minerale del gruppo delle tormaline appartenente alla famiglia dei "silicati" e possiede composizione chimica NaFe3+3Al6(Si6O18)(BO3)3O3F.

## Etimologia e storia
Il minerale è stato inizialmente chiamato buergerite nel 1966 da Gaibriel Donnay, C.O. Ingamells e Brian H. Mason, in onore di Martin Julian Buerger (1903 - 1986), professore di mineralogia al Massachusetts Institute of Technology e pioniere dell'analisi della struttura cristallina. Inventò la macchina fotografica a precessione a raggi X che consentiva una fotografia non distorta del reticolo reciproco. Scrisse molte opere sulla cristallografia a raggi X.
Nella classificazione del gruppo delle tormaline pubblicata nel 1999, Hawthorne e Henry hanno introdotto l'ipotetico membro terminale "idrossi-buergerite" per l'equivalente OH della burgerite. La classificazione delle tormaline del 2011 ha introdotto una regola per i nomi delle tormaline, secondo la quale i membri terminali OH dovrebbero ricevere il nome senza prefisso. Di conseguenza, la buergerite (una fluoro-tormalina) è stata rinominata fluor-buergerite e l'ipotetica idrossi-buergerite è diventata buergerite.

## Classificazione
La classica nona edizione della sistematica dei minerali di Strunz, aggiornata dall'Associazione Mineralogica Internazionale (IMA) fino al 2009, elenca la fluor-buergerite nella classe "9. Silicati (germanati) e nella sottoclasse "9.C Ciclosilicati"; questa viene più finemente suddivisa in base alla struttura del minerale e agli anioni presenti nel composto, in modo tale da trovare la fluor-buergerite nella sezione "9.CK [Si6O18]12- anelli singoli con 6 membri, con anioni complessi isolati" dove forma il sistema nº 9.CK.05 insieme a cromo-alumino-povondraite, cromodravite, dravite, elbaite, feruvite, fluor-dravite, fluor-elbaite, fluor-liddicoatite, fluor-sciorlite, fluor-uvite, foitite, magnesio-foitite, olenite, ossi-cromo-dravite, ossi-vanadio-dravite, ossi-sciorlite, povondraite, rossmanite, sciorlite, tsilaisite e uvite.
Tale classificazione viene mantenuta anche nell'edizione successiva, proseguita dal database "mindat.org" e chiamata Classificazione Strunz-mindat nella quale la fluor-buergerite è in compagnia, oltre dei minerali già citati, anche di fluor-rossmanite, vanadio-ossi-dravite, ertlite, fluor-tsilaisite, ossi-foitite, vanadio-ossi-cromo-dravite, magnesio-lucchesiite, lucchesiite, ossi-dravite, ossi-rossmanite, luinaite-(OH) e maruyamaite.
Nella Sistematica dei lapis (Lapis-Systematik) di Stefan Weiß la fluor-buergerite è elencata nella classe dei "silicati" e nella sottoclasse dei "ciclosilicati"; qui è nella sezione dei minerali con "anelli a sei elementi [Si6O18]12-; gruppo della tormalina" dove forma il sistema nº VIII/E.19.
Anche la classificazione dei minerali secondo Dana, usata principalmente nel mondo anglosassone, elenca la fluor-buergerite nella famiglia dei "silicati", qui è nella classe dei "ciclosilicati: anelli a sei elementi" e nella sottoclasse dei minerali con "anelli a sei membri con gruppi borato" con il sistema nº 61.3.1.

## Abito cristallino
La fluor-buergerite cristallizza nel sistema trigonale nel gruppo spaziale R3m (gruppo nº 160) con i costanti di reticolo a = 15,8692 Å e c = 7,1882 Å, oltre ad avere 3 unità di formula per cella unitaria.

## Origine e giacitura
La fluor-buergerite è stata trovata nelle cavità di riolite, di probabile origine pneumatolitica; la paragenesi è con biotite, K-feldspato, muscovite, plagioclasio e quarzo.
La fluor-buergerite è un minerale piuttosto raro ed è stata trovata solo nella municipalità di Mexquitic de Carmona (22.26667°N 101.11667°W) nello Stato di San Luis Potosí (Messico), che è la località tipo del minerale;; ritrovamenti anche a Ratnapura (Sri Lanka); la cava di "Stanisław" (nel voivodato della Bassa Slesia, Polonia); nel distretto di Kutná Hora (Repubblica Ceca).

## Forma in cui si presenta in natura
La fluor-buergerite forma cristalli corti o lunghi prismatici, in spruzzi divergenti, segmentati, con dimensioni fino a 4 cm.
Il minerale è traslucido, con lucentezza vitrea o serica; il colore va dal marrone bronzo al marrone scuro, mentre il colore del suo striscio è marrone chiaro.